# Душан Шинигој
Душан Шинигој (Дорнберк, 7. новембар 1933 — 18. август 2024) био је словеначки економиста и друштвено-политички радник СФР Југославије и СР Словеније.

## Биографија
Душан Шинигој рођен је 7. новембра 1933. године у Дорнберку код Нове Горице. Гимназију је завршио у Новој Горици. Дипломирао је 1960. године на Економском факултету у Љубљани, након чега је радио као професор у Економској школи у Ајдовшчини. Члан Савеза комуниста Југославије постао је 1957. године.
Био је директор Школског центра за робни промет Нова Горица, републички посланик Просветно-културног већа, председник Извршног одбора основне заједнице образовања, члан Међуопштинског савета СК Словеније Нова Горица и секретар Комитета Општинске конференције СК Словеније Нова Горица.
Од 1978. био је потпредседник, а од 23. маја 1984. до 16. маја 1990. године председник Извршног већа Скупштине СР Словеније.
Након промена 1990. године, више није активно учестововао у политици. Године 2000. примио је златну медаљу због ангажовања око утемељења Радне групе Алпе-Адрија.